# Nikalina Bashnakova
Nikalina Bashnakova, född 29 mars 1998 i Brest, Belarus, är en volleybollspelare (vänsterspiker).
Bashnakova spelar med Azerbajdzjans landslag och har spelat med klubbar i Azerbajdzjan, Turkiet, Ungern och Italien.